# 야스이 다쿠야
야스이 다쿠야(일본어: 安井 拓也, 1998년 11월 21일~)는 일본의 축구 선수이다.

## 구단 경력
그는 2017년 J1리그의 비셀 고베에 입단했다. 2019년에 천황배 우승을 차지했다. 2021년까지 41경기에 출전하여, 1득점을 넣었다. 2021년 6월 J2리그의 FC 마치다 젤비아로 이적했다. 2023년 J2리그 우승으로 J1리그로 승격했다. 2025년 J2리그의 제프 유나이티드 지바로 이적했다.